# Иса Мустафа
Иса Мустафа (на албански: Isa Mustafa) е косовски политик, лидер на Демократичната лига на Косово. Кмет е на Прищина от декември 2007 г. до декември 2013 г. и министър-председател на Косово между декември 2014 г. и септември 2017 г.

## Ранен живот
Мустафа е роден в село Прапащица, в област Прищина, Косово на 15 май 1951 г., от родители косовски албанци. Завършва основно и гимназиално училище в Прищина и посещава Икономическия факултет на Университета в Прищина, където получава магистърска степен и докторска степен. През 1974 г. започва професионалната си работа като изпитващ в Университета в Прищина.

## Политическа кариера
Иса Мустафа започва политическата си кариера в началото на 80-те години, когато от 1984 до 1988 г. става шеф на общинското правителство в Прищина. През 90-те години, когато Югославия започва да се разпада, Мустафа става министър на икономиката и финансите в правителството на Република Косово в изгнание, начело с Бужар Букоши. През това време в Югославия е издадена заповед за арест на Мустафа, която не е международна, което му позволява да работи в Западна Европа.
На местните избори през декември 2007 г. той става кмет на Прищина, побеждавайки вицепрезидента на Демократическата партия на Косово и един от бившите командири на Освободителната армия на Косово, Фатмир Лимай. Мустафа печели втори мандат като кмет на Прищина през ноември 2009 г.
На 7 ноември 2010 г. той става лидер на Демократичната лига на Косово, като побеждава Фатмир Сейдиу в изборите за партийно ръководство с 235 гласа „за“ срещу 124 „против“.
На 8 декември 2014 г. той става министър-председател на Косово в коалиция с Демократическата партия на Косово. С докторска степен по икономика той заявява, че неговото правителство ще бъде фокусирано върху икономическото развитие на страната.
Докато се обръща към Асамблеята на Косово на 22 септември 2015 г. относно споразумение със Сърбия за автономия на етническото сръбско малцинство в Косово и друго споразумение за определяне на границата между Косово и Черна гора, Мустафа е замерян с яйца от опозиционните депутати от Асамблеята. По-късно той продължава обръщението си, докато е защитен с чадър от телохранителите си.
На 10 май 2017 г. Мустафа губи вот на недоверие и решава да не се кандидатира на следващите избори. Вместо това той определя Авдула Хоти за кандидат на Демократичната лига и за премиер. Мустафа остава на поста министър-председател, докато наследникът му Рамуш Харадинай е избран от парламента през септември 2017 г. след парламентарни избори.
На 3 август 2019 г. Иса Мустафа бе преизбран за лидер на Демократичната лига на Косово за трети път.

## Личен живот
Мустафа е женен за Кевсере Мустафа и има три деца – двама сина и дъщеря.